# Kanton Sète
Sète is een kanton van het Franse departement Hérault. Het kanton maakt deel uit van het arrondissement  Montpellier. In 2021 telde het 44.712  inwoners.

Het kanton werd gevormd ingevolge het decreet van 26 februari 2014 , met uitwerking op 22 maart 2015, door samenvoeging van de opgeheven kantons Sète-1 en Sète-2.

## Gemeenten
Het kanton omvat uitsluitend de gemeente Sète